# Regetovská voda (sedlo)
Regetovská voda (polsky Przełęcz Regetowska, 640 m n. m.) je sedlo v pohoří Busov, mezi vrchy Javorina (881,2 metrů) severovýchodně a Karkuláž (788,1 metrů) jihozápadně od něj. Sedlem prochází Polsko-slovenská státní hranice. Pod sedlem pramení na slovenské straně stejnojmenný potok, na polské straně pramení potok Regetówka. Sedlo je také součástí hlavního evropského rozvodí.
Sedlem vede neudržovaná cesta z obce Regetovka do polské obce Regetów a po hraničním hřebeni též červeně značená turistická trasa (součást mezinárodní trasy E3) od vrchu Javorina na Staviská (806 metrů). Z obce Regetovka do sedla vede žlutě značená trasa.